# Place de la République (Belgrade)
Pour les articles homonymes, voir Place de la République.
La place de la République (en serbe cyrillique : Трг Републике ; en serbe latin : Trg Republike) est une place et un quartier de Belgrade, la capitale de la Serbie. Ils sont situés dans la municipalité de Stari grad. En 2002, le quartier (ou communauté locale) comptait 2 360 habitants.

## Situation et accès
La place de la République est l'une des places les plus animées de la capitale. Elle est le point d'intersection de très nombreuses voies de communication. Sur la place se trouvent le Musée national et le Théâtre national, ainsi qu'une célèbre statue en bronze du prince Michel III Obrenović.
La place de la République est située à moins de 100 m de la place de Terazije, qui est considérée comme le centre de la ville de Belgrade. Les deux places sont reliées par les rues Kolarčeva (pour la circulation automobile) et Knez Mihailova (zone piétonne). Par la rue Vasina, la place de la République est reliée à la forteresse de Belgrade et au parc de Kalemegdan (à l'ouest). Par la rue de Syrmie (Sremska), elle est reliée au quartier de Zeleni venac et, au-delà, à celui de Novi Beograd. Elle est également limitrophe des quartiers de Stari grad et de Dorćol (au nord). La place est le centre d'une communauté locale (mesna zajednica) qui comptait 2 360 habitants en 2002.
La place de la République est desservie par plusieurs lignes de bus de la société GSP Beograd : 24 (Dorćol - Neimar), 26 (Dorćol – Braće Jerković), 37 (Pančevački most – Kneževac) et 44 (Topčidersko brdo – Viline Vode – Dunav Stanica).

## Nom
Le nom de la place est l'objet de débats. Vuk Drašković du Mouvement serbe du renouveau voudrait la nommer place de la liberté à la suite des manifestations de 1991 à Belgrade (en).
Un groupe d'universitaires spécialisés dans le théâtre voudraient la renommer « place du Théâtre ».

## Historique

### Origine

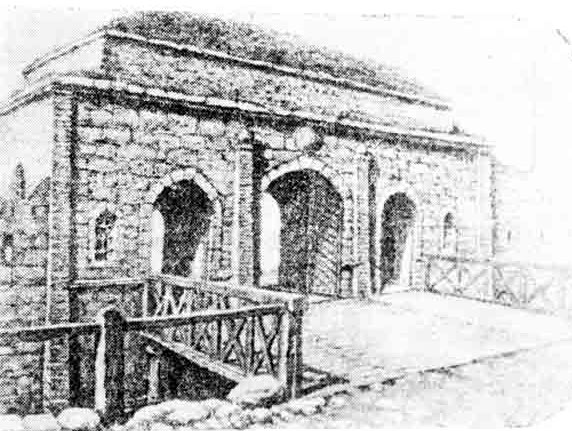
La Porte de Stambol.

La porte de Stambol, construite par les Autrichiens au début du XVIIIe siècle, se situait entre l'actuel monument du prince Michel et l'actuel Théâtre national. C'était la porte la plus importante de Belgrade, à un moment où la ville était entourée de remparts et de fossés. Elle devait son nom de Stambol à la route qui reliait Belgrade à Constantinople (parfois déjà nommée à l'époque Istanbul), la capitale de l'Empire ottoman. Dans la mémoire des Belgradois, cette porte est associée à l'endroit où les Turcs exécutaient les raya, leurs sujets non musulmans, en les empalant. En 1806, lors du premier soulèvement serbe contre les Ottomans, Karageorges attaqua Belgrade pour la libérer ; lors de cet assaut, l'un des chefs de la rébellion, Vasa Čarapić, y fut mortellement blessé. Une rue voisine de la place de la République porte son nom et un monument a été érigé pour honorer sa mémoire.

### DuXIXesiècleà la Seconde Guerre mondiale

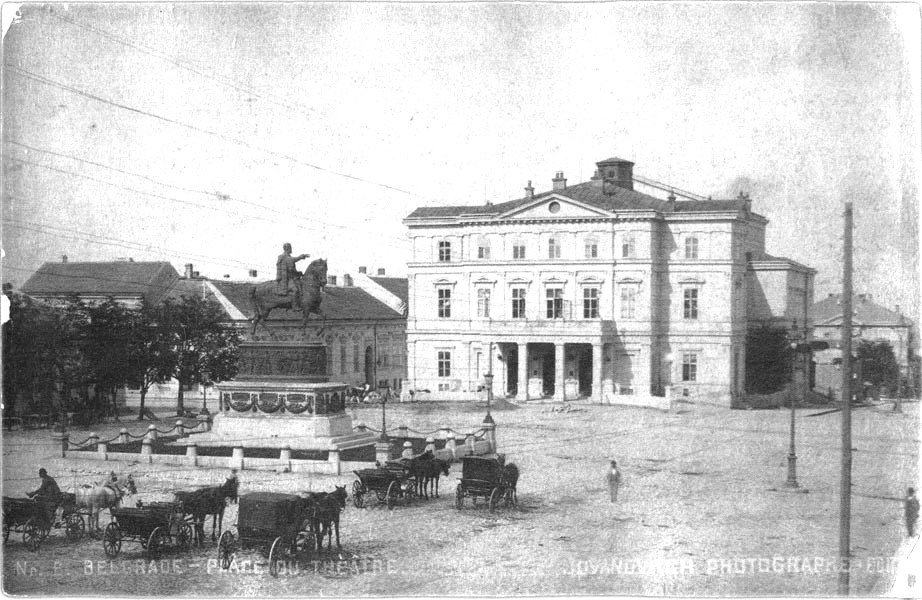
La place en 1895

La place actuelle fut formée après la démolition de la porte de Stambol en 1866 et après la construction du Théâtre national en 1869. Le théâtre a longtemps été le seul grand bâtiment de ce secteur. Jusqu'en 1945, quand le royaume de Yougoslavie devint la république fédérative socialiste de Yougoslavie, elle se nommait « place du Théâtre » (Pozorišni Trg).
En 1882, le monument du prince Michel fut érigé. À l'emplacement de l'actuel Musée national se trouvait une longue maison d'un étage qui abritait, entre autres, le restaurant Dardaneli, qui était à cette époque le rendez-vous des artistes. Cette maison fut détruite et, en 1903, elle fut remplacée par le bâtiment du Trésor où se trouve aujourd'hui le musée.
Dans un parc à côté du Théâtre national se trouvaient le célèbre restaurant Kolarac et un cinéma dont le riche marchand Ilija Milosavljević Kolarac était le propriétaire. Le palace Riunione, aujourd'hui occupé par le cinéma Jadran, a été construit en 1930.

### De la Seconde Guerre mondiale à nos jours

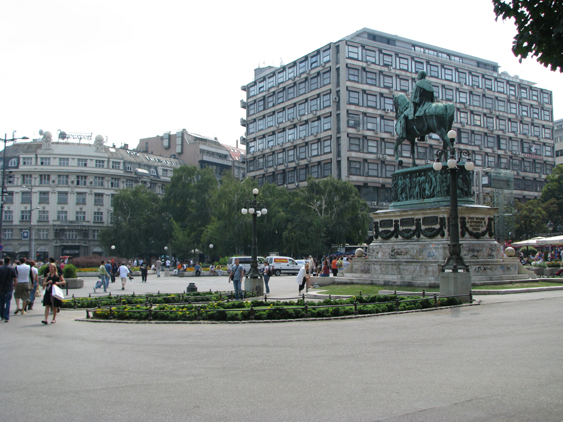
La place de la République à Belgrade

La plupart des bâtiments de la place furent gravement endommagés lors du bombardement de Belgrade par les nazis, le 6 avril 1941. Après la Seconde Guerre mondiale, la place, devenue « place de la République », servit un temps de cimetière pour les soldats de l'Armée rouge tués au cours de la libération de la capitale en 1944 mais leurs corps furent ensuite transférés dans le cimetière des libérateurs de Belgrade.
Plus tard fut édifiée la Maison de la presse (Дом штампе), qui abritait également le café de la Ville. C'est actuellement le plus important bâtiment de la place.
En 1989, pour le IXe sommet du mouvement des Pays non alignés, fut construit l'« immeuble de verre » (Staklenac), le premier bâtiment en verre et en acier de Belgrade. Devant le bâtiment se trouve l'esplanade du Dr. Zoran Đinđić, ainsi nommée en l'honneur du premier ministre assassiné en 2003.

### Controverse autour du futur Opéra de Belgrade
L'actuelle esplanade du Dr. Zoran Đinđić avait depuis longtemps été pressentie pour la construction du futur opéra de Belgrade. Dans les années 2000, l'affaire a pris l'allure d'une controverse quand les autorités municipales ont décidé d'abattre le Staklenac (qui aurait rempli son office) et de construire à sa place un musée municipal. Le futur opéra, lui, serait construit dans le quartier d'Ušće à Novi Beograd. Malgré les protestations de la population et celles d'architectes et d'artistes de renom, les autorités et l'architecte officiel Đorđe Bobić ont indiqué que la décision avait été prise de ne pas construire le futur opéra sur la place de la République[réf. nécessaire].

### Manifestations de rue
La place de la République est le lieu de rassemblement de nombreuses manifestations de rue. On peut signaler celle du 9 mars 1991 contre Slobodan Milošević mais aussi les manifestations estudiantines de 1996 et 1995 ainsi que les rassemblements pour la défense de la démocratie en septembre et octobre 2005. Pour cette raison, des responsables politiques, comme Vuk Drašković, chef du Mouvement serbe du renouveau (SPO) ont proposé d'appeler la place « place de la Liberté ». Mais l'idée n'a jamais été concrétisée, pas même quand le SPO a dirigé Belgrade, de 1997 à 2000.

## Bâtiments remarquables et lieux de mémoire
Sur la place se trouvent deux édifices majeurs de la culture serbe. Le Théâtre national, officiellement situé 3 rue Francuska a été construit en 1869 sur des plans de l'architecte serbe d'origine russe Aleksandar Bugarski ; en raison de son importance architecturale et historique, il figure sur la liste des monuments culturels de grande importance de la république de Serbie et sur la liste des biens culturels protégés de la ville de Belgrade.
Les collections du Musée national comportent plus de 400 000 objets et œuvres référencés et notamment une importante collection de peintures. Le bâtiment actuel du musée a été construit en 1903 d'après un projet des architectes Nikola Nestorović et Andra Stevanović ; il est aujourd'hui lui aussi classé,.

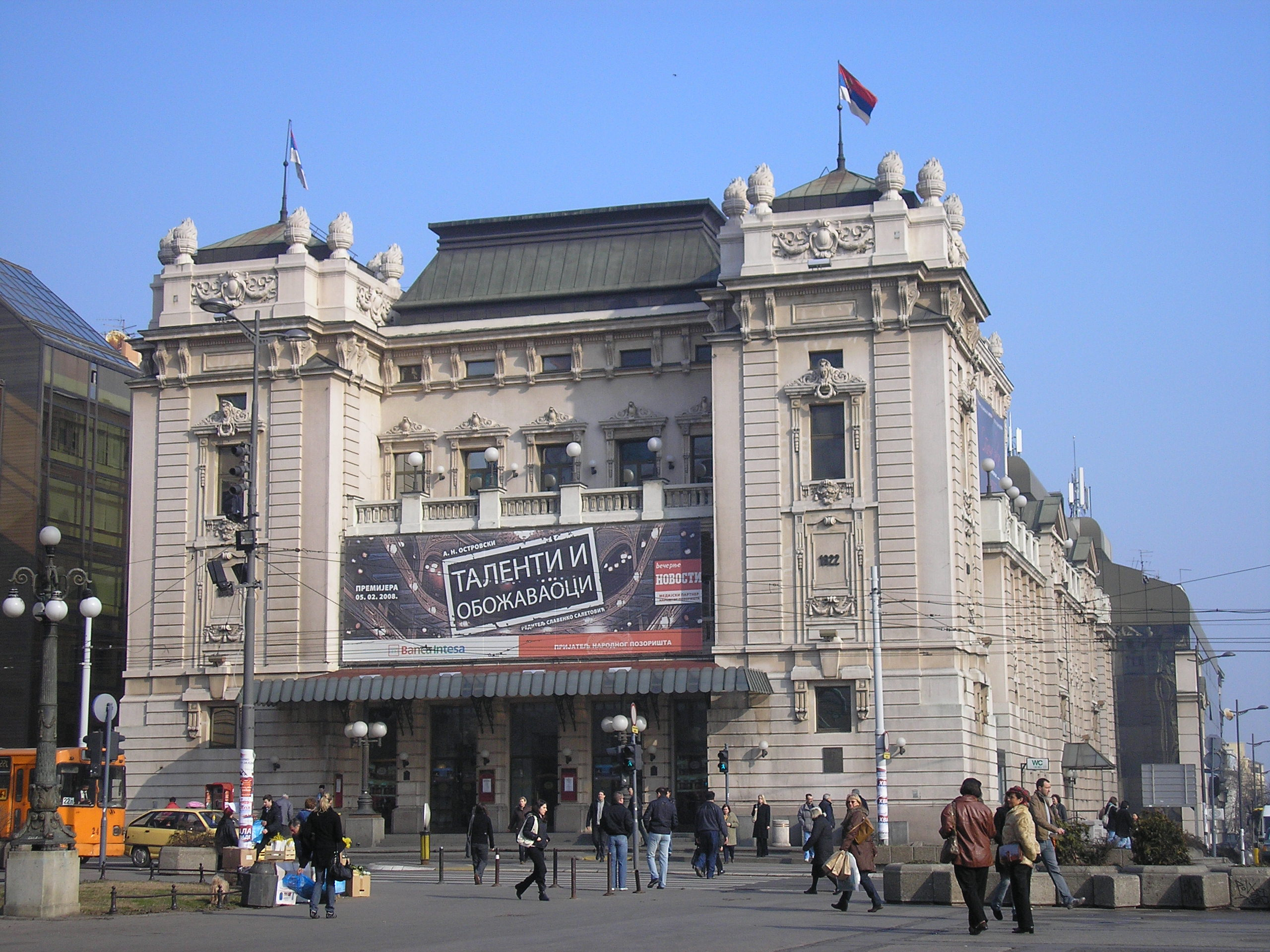
Le Théâtre national
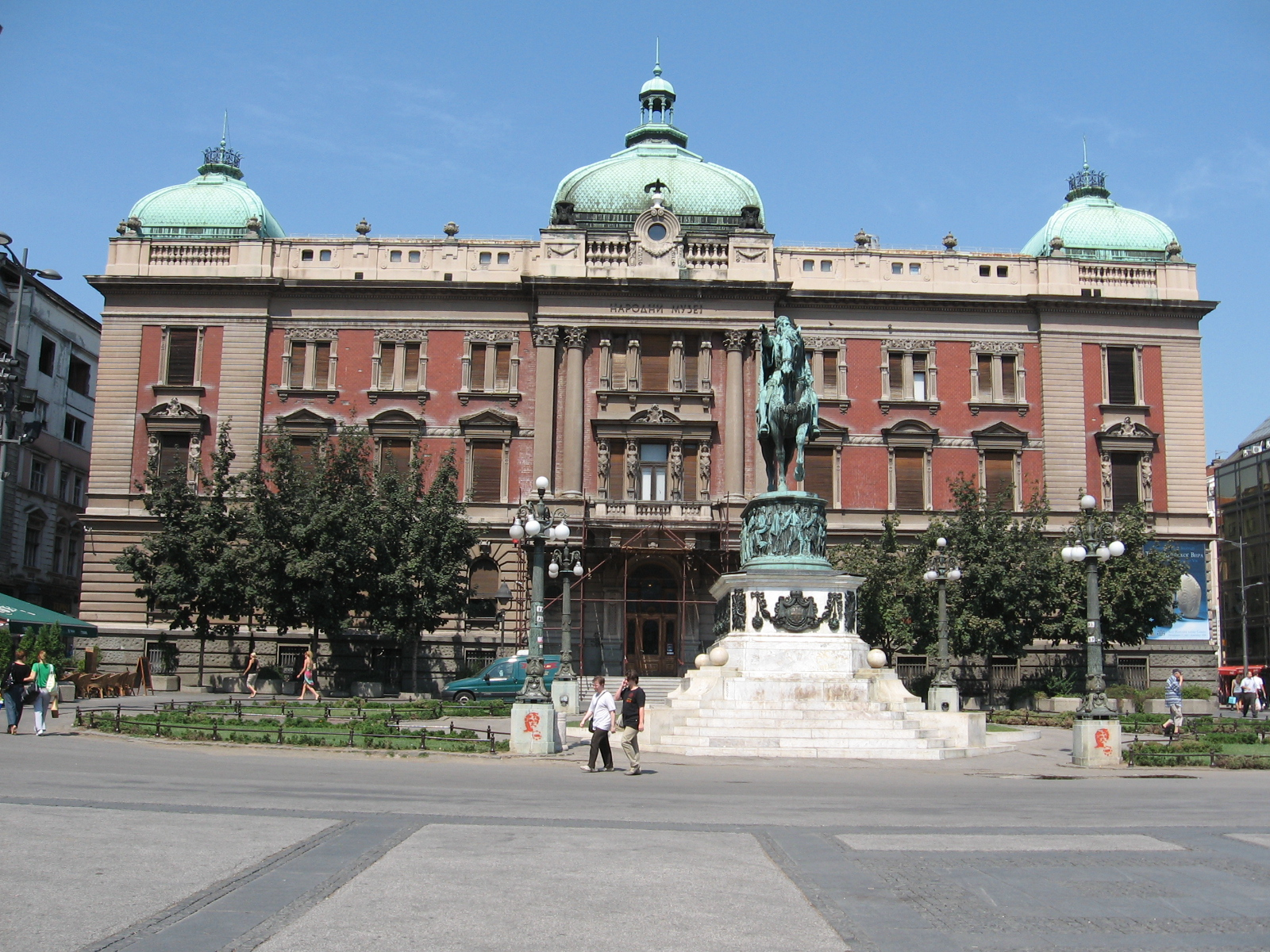
Le Musée national de Belgrade

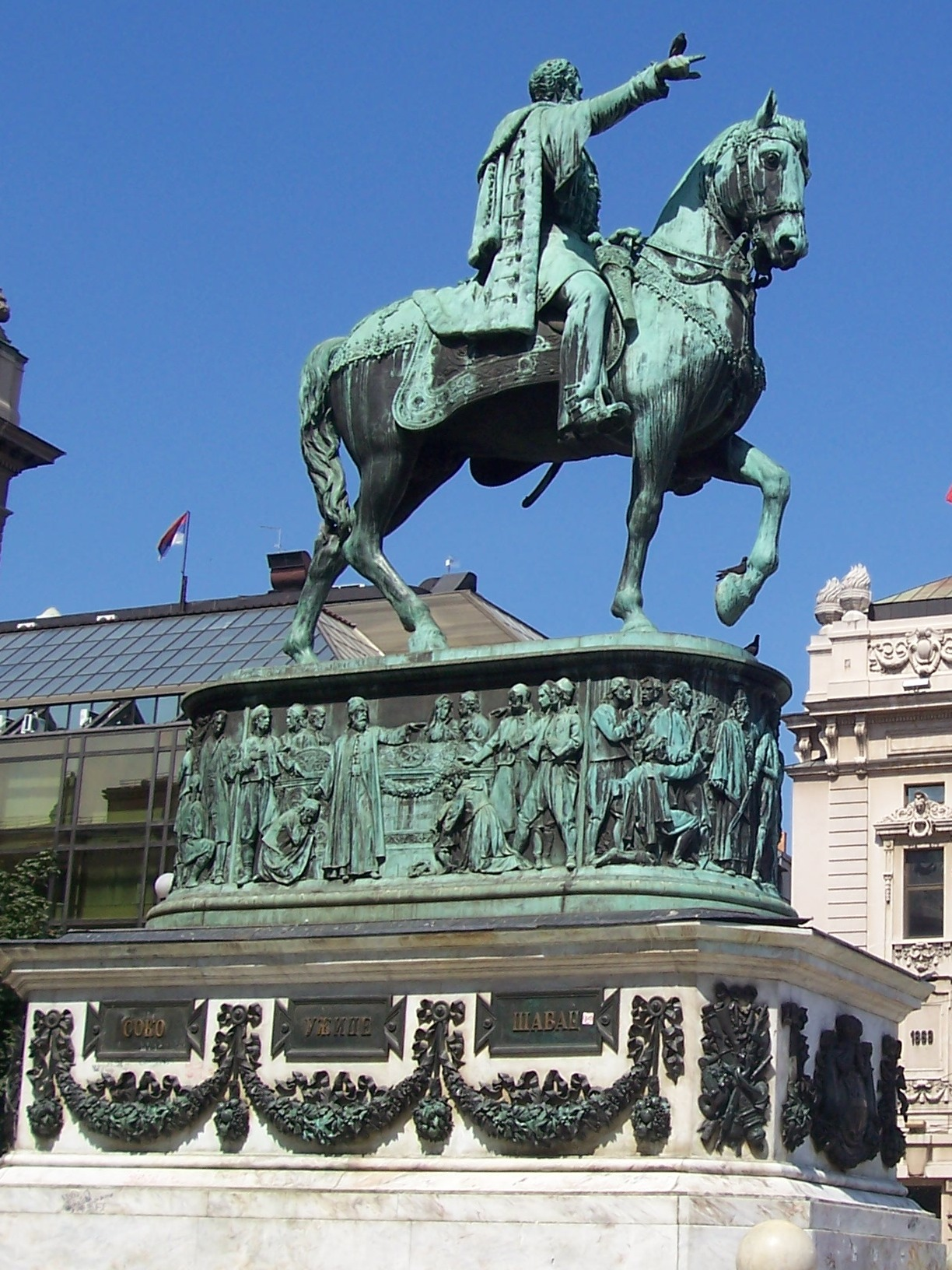
Le monument du prince Michel

Le monument du prince Michel est une œuvre en bronze du sculpteur italien Enrico Pazzi qui représente le prince à cheval. Il fut érigé en 1882 pour célébrer le départ définitif des Turcs en 1867. Jusqu'à cette date, sept villes étaient encore occupées par une garnison ottomane ; leurs noms sont gravés sur une plaque apposée sur le piédestal de la statue. Le monument est aujourd'hui classé,. D'après certains Belgradois, sa main montre aux Turcs la direction du retour à Constantinople. Le prince Michel joua un rôle important dans l'autonomie de la Serbie. Pour beaucoup d'habitants, la statue est simplement devenue la statue kod konja, "au cheval" ; ce nom de Kod konja a été donné à un restaurant voisin.

### L'horloge
En 2000, une horloge moderne a été installée sur la place ; elle est appelée l'horloge du Millénaire. Sa structure en chrome et acier a suscité l'opposition de nombreux architectes, en raison de la rupture qu'elle constitue par rapport à l'ordonnance encore classique de l'ensemble de la place. Son coût a été pris en charge par des fonds privés.